# Besenbüren
Besenbüren (in einheimischer Mundart: [ˈb̥æsiˌb̥ʏːɾə]) ist eine Einwohnergemeinde im Schweizer Kanton Aargau. Sie gehört zum Bezirk Muri und liegt im mittleren Bünztal.

## Geographie
Die Gemeinde liegt am Rande der Bünzebene an Ausläufern des Wagenrains, rund anderthalb Kilometer östlich der Bünz und zweieinhalb Kilometer westlich der Reuss. Der grösste Teil des Gemeindegebiets ist weitgehend flach, nur ganz im Nordwesten und Nordosten wird das Gelände hügelig.
Die Fläche des Gemeindegebiets beträgt 238 Hektaren, davon sind 48 Hektaren bewaldet und 28 Hektaren überbaut. Der höchste Punkt befindet sich auf 498 m ü. M. am nordwestlichen Dorfrand, der tiefste auf 436 m ü. M. an der südlichen Gemeindegrenze. Nachbargemeinden sind Bremgarten im Norden, Rottenschwil im Osten, Aristau im Südosten, Boswil im Südwesten und Bünzen im Nordwesten.

## Geschichte
Im Forenmoos an der südlichen Gemeindegrenze entdeckte man verschiedene Gegenstände aus der Alt- und Mittelsteinzeit, unter anderem Steinbeile und Faustkeile. Aus der Bronzezeit stammen diverse Lanzenspitzen, die am selben Standort gefunden wurden.
Der Ort Besenbüren ist in Urkunden des 14. Jahrhunderts mehrfach bezeugt (1303–1308 ze Bessembuͥrron, Bessenbuͥron; nach 1312 von Besembúren, ze Besembúrren; 1361 ze Besenbüren), und auch die auf die Zeit um 1160 zurückgehenden Acta Murensia erwähnen ihn: in Besenbürren mansum. Beim Ortsnamen handelt es sich um eine althochdeutsche Zusammensetzung  aus dem Personennamen Baso und dem Bestimmungswort būria/būrrea/būrra «Behausung, Wohnstätte», das auf eine alamannische Gründung des 6. bis 8. Jahrhunderts hinweist. Grundherren im Mittelalter waren die Klöster Muri und Engelberg. Besenbüren lag im habsburgischen Amt Muri. Während die Habsburger die hohe Gerichtsbarkeit ausübten, lag die niedere Gerichtsbarkeit bei den Herren von Heidegg, die im Schloss Heidegg oberhalb von Gelfingen residierten.

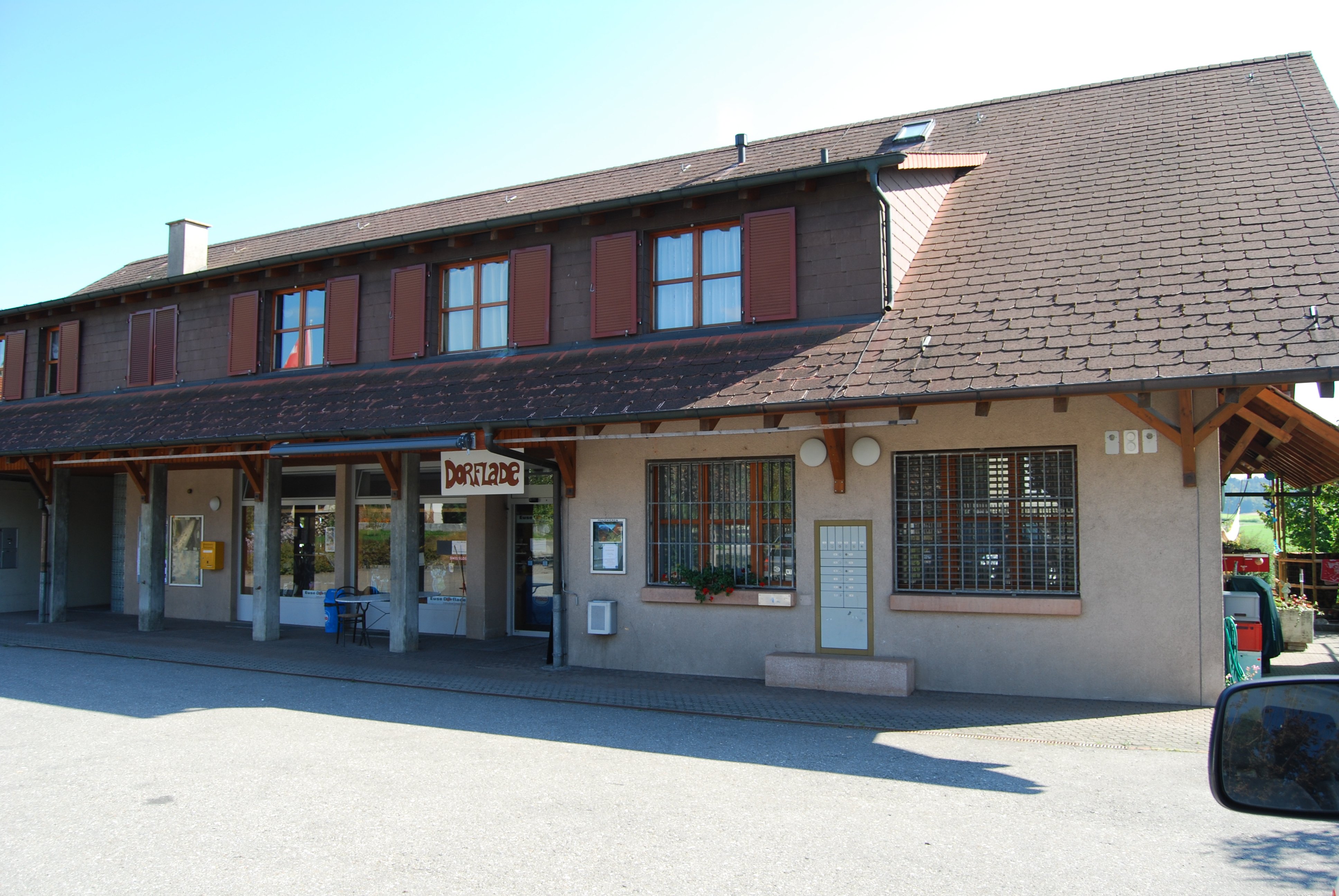
Ehemals Postgebäude, später Dorfladen

1415 eroberten die Eidgenossen den Aargau, und Besenbüren war nun ein Teil des Amtes Boswil in den Freien Ämtern, einer Gemeinen Herrschaft. Die Herren von Heidegg behielten ihre Rechte auch unter den Eidgenossen. 1471 verkauften sie diese an das Kloster Muri und kauften sie wenige Jahre später zurück, um sie dann 1617 definitiv dem Kloster zu veräussern. Im März 1798 nahmen die Franzosen die Schweiz ein und riefen die Helvetische Republik aus. Besenbüren war zunächst eine Gemeinde im kurzlebigen Kanton Baden, seit 1803 gehört sie zum Kanton Aargau.
Während der zweiten Hälfte des 19. Jahrhunderts nahm die Einwohnerzahl um über 30 Prozent ab. Zahlreiche Häuserbrände, Armut und Bodenknappheit zwangen zur Auswanderung. Bis weit ins 20. Jahrhundert hinein blieb die Gemeinde landwirtschaftlich geprägt. Um 1980 war mit 280 Einwohnern der Tiefststand erreicht; dann setzte jedoch eine rege Bautätigkeit ein, und das Dorf wuchs innerhalb von 25 Jahren auf die doppelte Einwohnerzahl.

## Wappen
Die Blasonierung des Gemeindewappens lautet: «In Gelb auf grünem Hügel grün belaubte Birke mit weissem Stamm, beseitet von zwei roten Moosbeerblüten mit schwarzen Butzen und grünen beblätterten Stängeln.» Birken und Moosbeeren gehören zur typischen Flora von Besenbüren. Das Motiv erschien erstmals 1811 auf dem Gemeindesiegel, die Form wurde 1961 definitiv festgelegt. Das Wappen ist allerdings heraldisch nicht ganz korrekt: So ist der Hügel gezackt statt rund, und die Anzahl der Blätter am Stängel der Moosbeerblüte ist nicht symmetrisch (richtig wären vier statt fünf). Den Vorschlag des Staatsarchivs, das Wappen dahingehend leicht zu ändern, lehnte der Gemeinderat im Jahr 2002 ab.

## Bevölkerung
Die Einwohnerzahlen entwickelten sich wie folgt:
| Jahr      | 1850 | 1900 | 1930 | 1950 | 1960 | 1970 | 1980 | 1990 | 2000 | 2010 | 2020 |
| Einwohner | 417  | 289  | 327  | 322  | 320  | 302  | 280  | 387  | 496  | 592  | 632  |

Am 31. Dezember 2023 lebten 639 Menschen in Besenbüren, der Ausländeranteil betrug 10,6 %. Bei der Volkszählung 2015 bezeichneten sich 50,1 % als römisch-katholisch und 18,6 % als reformiert; 31,3 % waren konfessionslos oder gehörten anderen Glaubensrichtungen an. 97,2 % gaben bei der Volkszählung 2000 Deutsch als ihre Hauptsprache an.

## Politik und Recht
Die Versammlung der Stimmberechtigten, die Gemeindeversammlung, übt die Legislativgewalt aus. Ausführende Behörde ist der fünfköpfige Gemeinderat. Er wird im Majorzverfahren vom Volk gewählt, seine Amtsdauer beträgt vier Jahre. Der Gemeinderat führt und repräsentiert die Gemeinde. Dazu vollzieht er die Beschlüsse der Gemeindeversammlung und die Aufgaben, die ihm vom Kanton zugeteilt wurden. Für Rechtsstreitigkeiten ist in erster Instanz das Bezirksgericht Muri zuständig. Besenbüren gehört zum Friedensrichterkreis XIII (Muri).

## Wirtschaft
In Besenbüren gibt es gemäss der im Jahr 2015 erhobenen Statistik der Unternehmensstruktur (STATENT) rund 120 Arbeitsplätze, davon 27 % in der Landwirtschaft, 27 % in der Industrie und 46 % im Dienstleistungssektor. Die Mehrheit der Erwerbstätigen sind Wegpendler und arbeiten in den umliegenden Gemeinden im Bünztal (vor allem Wohlen und Muri), teilweise auch in der Agglomeration Zürich.

## Verkehr

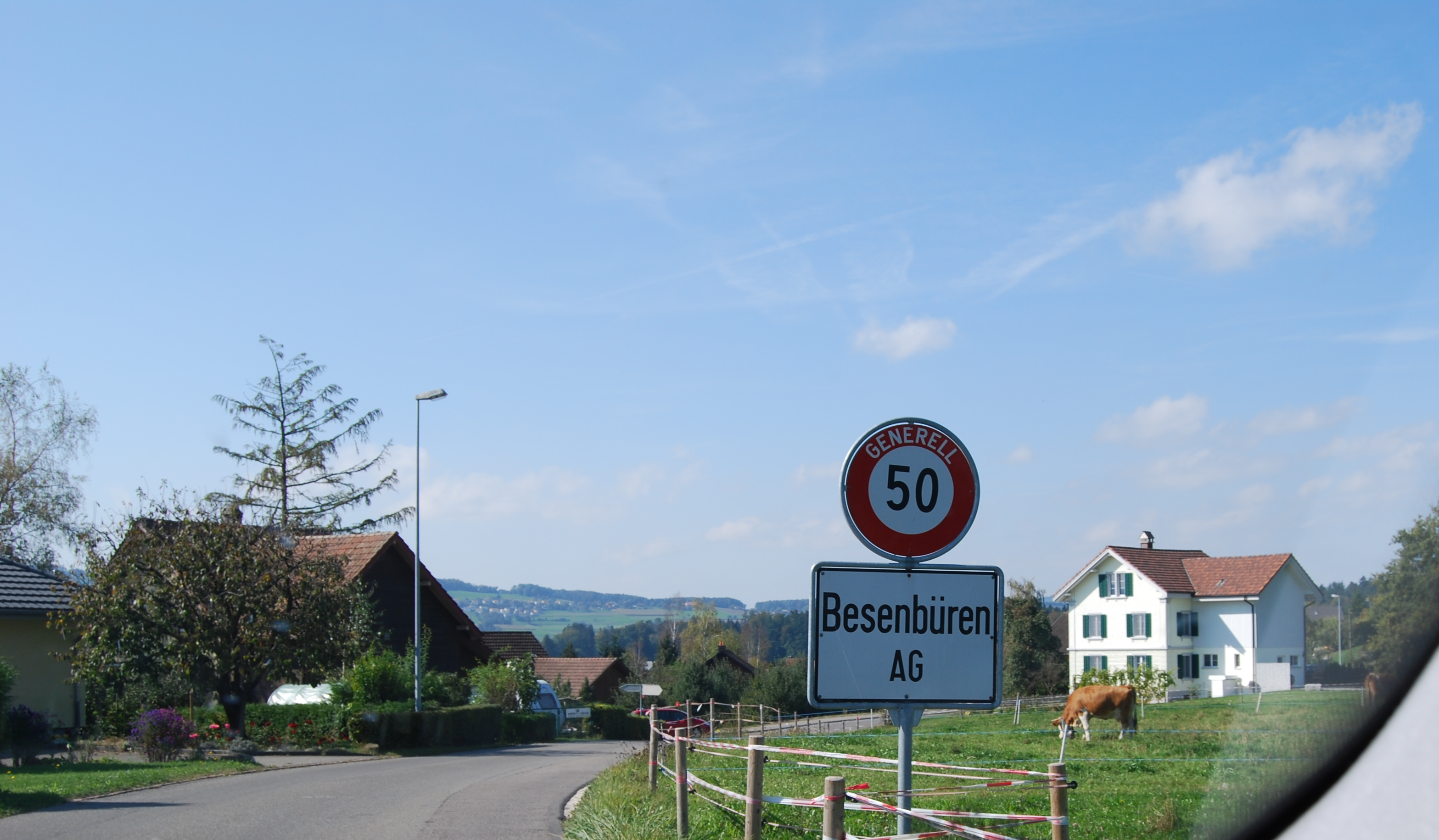
Ortseingang von Besenbüren

Die Gemeinde liegt zwar abseits des Durchgangsverkehrs, befindet sich aber nur etwa einen halben Kilometer westlich der Kantonsstrasse 296 zwischen Bremgarten und Sins. Rund drei Kilometer westlich, bei Boswil, verläuft die Hauptstrasse 25 zwischen Lenzburg und Sins. Eine Postautolinie führt vom Bahnhof Wohlen über Besenbüren nach Rottenschwil.

## Bildung
Die Gemeinde verfügt über einen Kindergarten. Die Primarschule wird als Kreisschule Bünz geführt, mit zwei Schulstandorten in Bünzen und Besenbüren. Die Realschule und die Sekundarschule können in Boswil besucht werden, die Bezirksschule in Muri. Das nächstgelegene Gymnasium ist die Kantonsschule Wohlen.

## Persönlichkeiten
- Hermann Huber (1863–1915), Regierungsrat